# Bañeras de Luchón
Bañeras de Luchón (en francés: Bagnères-de-Luchon, en occitano: Banhères de Luishon), también conocida simplemente como Luchón, es una población y comuna francesa, situada en la provincia de Alto Garona, en la región de Occitania. Es bien conocida por tener una estación termal y una estación de esquí.
Estas poblaciones situadas en medio de los Pirineos, al pie de las más altas cumbres de esta cadena montañosa, Luchon (630 m) y Superbagnères (1.860 m) cuentan con una situación excepcional y una concentración sin par de cumbres de más de 3000 metros.
Desde la conquista de los Montes Malditos, todos los grandes amantes del alpinismo en los Pirineos han dejado sus huellas en el granito de las montañas de Luchon.
La vía que lo comunica con Benasque, en España, ha recibido la protección como Vía Transnacional Europea. También han surgido diversas propuestas de túnel entre Benasque y Luchón, aunque ninguna ha recibido apoyo suficiente para llevar a cabo la obra.

## Geografía
Las Bañeras de Luchón se encuentra en los Pirineos, en la región histórica del Pays de Luchon, próximo a la frontera hispano-francesa, al sur de la provincia del Alto Garona, sobre el río Pique, a 140 km de Toulouse. Al sur, las montañas de la región de Luchon hacen una barrera natural, al este Luchon se comunica con el valle de Arán por el puerto del Portillón, por la carretera francesa N-125 que se convierte con la N-141, hasta Bosost; y con el valle del Lurón al oeste por el puerto de Peyresourde.

## Historia

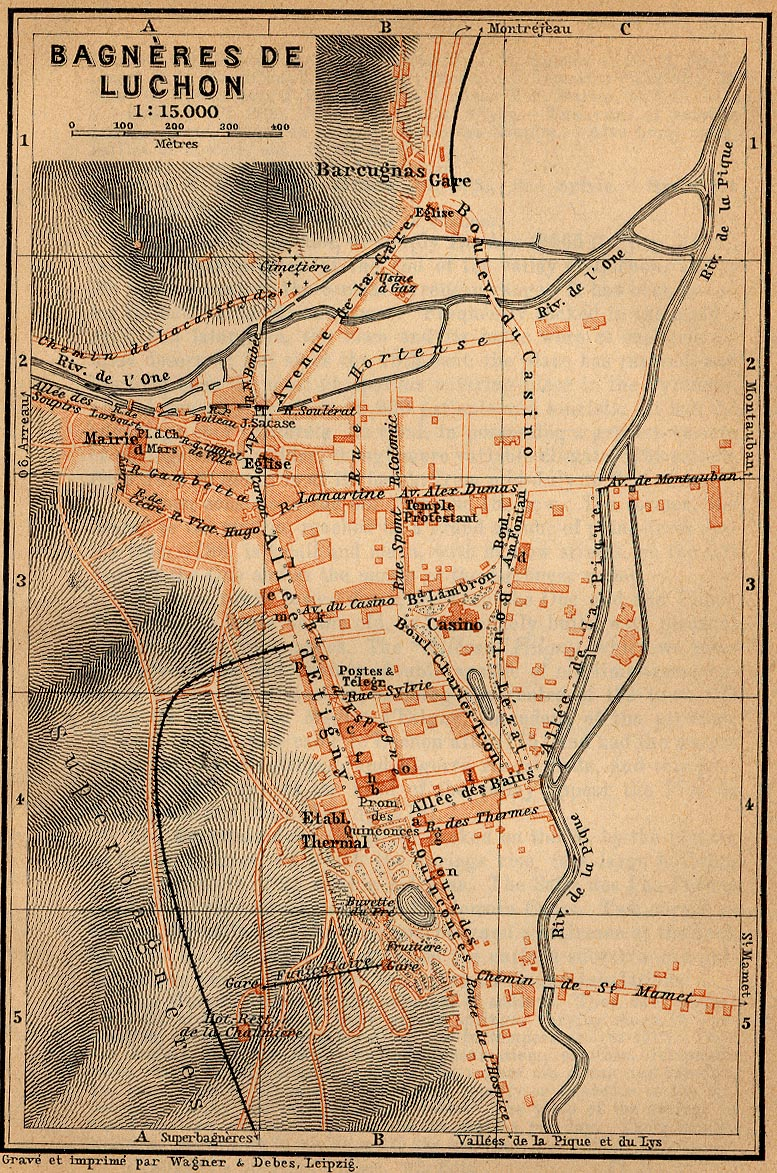
Mapa de las Bañeras de Luchón en 1914.

En la Edad Media, como toda Europa, fue afectada por las hambrunas y las plagas. Por el contrario, la región estuvo relativamente a salvo de la guerra de los Cien Años y las guerras de religión relacionada con el catarismo y la Reforma. Las personas seguían siendo fieles al catolicismo "adecuado", aunque poco ortodoxo, y los obispos de Saint-Bertrand intentaron durante siglos recuperar el control. Los sacerdotes vivían en comunidades, a veces armadas, se casaban, estaban mal educados y mal entrenados. Extorsioban misas fúnebres en forma de comidas pagadas y regadas adecuadamente y eran más leales a los intereses de su casa de origen (la familia) que a Roma, etc.
En el año 987, el pueblo de 'Banières' y los baños que había alrededor de la iglesia se describen como con bastante éxito. El día de Todos los Santos se hacía una importante feria que no tenía la reputación de la fería del Beato de Saint, que se beneficiaba del comercio con España. 
Hacia 1200, la Orden Hospitalaria de San Juan de Jerusalén instaló un Comendador entre Montauban y Juzet-de-Luchon. El objetivo era mantener el control del paso por la montaña, que era una carretera secundaria del Camino de Santiago de Compostela, y organizar hospicios para los peregrinos y comerciantes que arriesgaban sus vidas en el invierno. La creación del edificio del hospital de Francia data de este período y es el único vestigio que queda de los caballeros Sanjuanistas. Un poco más adelante se abrió el paso de Benasque. 
Así comenzó una lucha constante de varios siglos entre los Sanjuanistas y el pueblo guiado por sus sacerdotes. La meta se convirtió rápidamente más en una cuestión económica que religiosa y no era cuestión de compartir los impuestos. Finalmente, la orden Sanjuanista abandonó la región. 
Siempre hubo pocos nobles en esta región donde los campesinos luchaban por su propia supervivencia. Los antiguos tratados, Lies et  passeries, permitían la libre circulación y el libre comercio a ambos lados de la frontera, aunque los reinos estuvieran en guerra. Un boicot habría tenido poco apoyo y las poblaciones hubieran sido fácilmente diezmadas. Estos tratados eran renovados e impuestos sistemáticamente tanto a reyes como a obispos. Existía una forma de representación popular elegidos por los pueblos. Así, se podía hablar de los Pirineos como repúblicas. 
Los reyes de Francia trataron de poner fin a esta situación que consideraban anormal. En 1759, el Barón Antoine Megret de Etigny, superintendente de Gasconia, fue enviado a las Bañeras de Luchón. Comenzó creando un camino pavimentado  mediante el trabajo colectivo y la expropiación. Tuvo que apelar a una compañía de Dragones para obligar a la población ya que no estaban acostumbrados a un tratamiento autoritario. En 1761, reorganizó los baños y puso las bases para su desarrollo futuro. En 1763 el mariscal duque de Richelieu llegó para tomar las aguas y volvería en 1769 con gran parte de la Corte. El spa estaba en marcha. El barón también desarrolló trabajos forestales para proporcionar madera para la marina y carbón vegetal para las ferrerías. Murió en 1767 a la edad de 47 años, arruinado y deshonrado. Su sucesor le dio su nombre al paseo Etigny, la principal arteria de la ciudad, y en 1889 mandó hacer una estatua con su imagen que aún está en frente de los Baños. 
La Revolución y el Imperio francés tuvieron poco impacto en las Bañeras de Luchón.
La estación de esquí Luchon-Superbagnères abrió sus puertas (obras terminadas en 1922) conectada por un ferrocarril de cremallera y por una telecabina, hoy en día es una ciudad balneario completa con una estación de deportes de invierno. En los Juegos Olímpicos de Invierno de 1968, Ingrid Lafforgue apareció defendiendo los colores de la estación. Su hermana gemela Britt Lafforgue tiene un historial no menos elocuente en los campeonatos mundiales de esquí alpino.
La tormenta Xynthia a finales de febrero de 2010 trajo consigo la muerte de cincuenta personas en Francia, llegando a Luchón y su región. Los vientos soplaron a 200 kilómetros por hora en las cumbres.

## Monumentos y sitios turísticos
- Estación de esquí Luchon-Superbagnères, en el valle del Lys, a la que se puede acceder en telecabina desde la localidad.
- Termas de Luchón
- Senderismo por los Pirineos

## Demografía
| 3888 | 4123 | 3484 | 3498 | 3094 | 2900 | 2384 |
| Para los censos de 1962 a 1999 la población legal corresponde a la población sin duplicidades (Fuente: INSEE [Consultar]) |      |      |      |      |      |      |

## Ciudades hermanadas
- Harrogate, Reino Unido.
- Sitges, España.